# 季節はずれの海岸物語 〜いつも海があった〜
『季節はずれの海岸物語 〜いつも海があった〜』（きせつはずれのかいがんものがたり 〜いつもうみがあった〜）は、フジテレビで放送された季節はずれの海岸物語シリーズの第14作目で、シリーズの完結作である。

## 放送データ
- 放送日：1994年10月13日
- 放送時間：22時 - 23時24分

## 概要
1988年の第1弾放送から人気を博してきたシリーズの最終回である。マドンナ役として、'92秋に出演した松田聖子を起用した。また、主人公役を演じる片岡鶴太郎とともに第1作目から全話出演している可愛かずみを、事実上最後のマドンナとして起用し、最終的にこの二人が結ばれるという結末にして、視聴者の感動を誘った。オープニングでも「涙の最終回スペシャル」と銘打っている。
X'masスペシャル同様、ノベライズには収録されていない。また、今回もDESTINY以外、挿入歌として、松任谷由実の楽曲は使われていない。
また、番組最後の部分では、片岡鶴太郎の直筆（と思われる）で、主人公・圭介からのメッセージが放送される。
6年間続いた人気シリーズの最終回、集大成ということや、最後の結末がハッピーエンドで終わったことなどあり、全作品の中でもその評価は高い。

## 出演
- 圭介：片岡鶴太郎
- 徳子：可愛かずみ
- 理恵：渡辺美奈代
- 幸一：山本陽一
- 和彦：古尾谷雅人
- 優香子：松田聖子
- 花悠子
- 鬼界浩巳
- ナオミ
- 小西蘭
- 中村あけみ
- 沢杉千春
- 田口タグ

＊太字が圭介の恋の相手

## 挿入歌
- 主題歌
  - DESTINY／松任谷由実
- 劇中
  - 涙のアベニュー／サザンオールスターズ
  - 東京シャッフル／サザンオールスターズ
  - C調言葉に御用心／サザンオールスターズ
  - ボディ･スペシャルⅡ（BODY SPECIAL）／サザンオールスターズ
  - ミス･ブランニュー･デイ（MISS BRAND-NEW DAY）／サザンオールスターズ
  - 東京ラブコール／原由子
  - 栞のテーマ／サザンオールスターズ
  - いなせなロコモーション／サザンオールスターズ
  - Ya Ya（あの時代を忘れない）／サザンオールスターズ
  - Bye Bye My Love（U are the one）／サザンオールスターズ
  - NEVER FALL IN LOVE AGAIN／サザンオールスターズ
  - もう一度、初めから／松田聖子
  - Oh! クラウディア／サザンオールスターズ
  - 思い過ごしも恋のうち／サザンオールスターズ
  - 気分しだいで責めないで／サザンオールスターズ
  - MY FOREPLAY MUSIC／サザンオールスターズ
  - 私はピアノ／サザンオールスターズ
  - いとしのエリー／サザンオールスターズ
  - 夏をあきらめて／サザンオールスターズ
  - 旅姿六人衆／サザンオールスターズ

## スタッフ
- 企画：新井義春（D3 Company）、小林義和（フジテレビ）
- 脚本：岩崎夏海
- プロデューサー：新井義春（D3 Company）
- ディレクター：保母浩明（D3 Company）、小林賢一（D3 Company）
- 監督：多田羅敬二（T's co.Ltd）
- 製作：フジテレビ、D3 Company